# Isla Colón
La isla Colón es la ínsula principal del archipiélago de Bocas del Toro, situado al noroeste de Panamá en el mar Caribe. Con una superficie de 61 km², es la isla más grande de la provincia de Bocas del Toro y la cuarta más grande del país.
Al sureste de la isla se encuentra la ciudad de Bocas del Toro, capital del distrito y de la provincia de Bocas del Toro; esta isla es accesible por avión, en donde tiene un aeropuerto y por un ferry, que une con la ciudad de Almirante, en tierra firme.
En esta isla existen diversos lugares turísticos y hoteles que han atraído a turistas extranjeros.
Vecinos ilustres de la isla Colón fueron los músicos Luis Russell y Lord Cobra, y también los escritores Tristán Solarte, José María Sánchez y Consuelo Tomás, y el joven futbolista Roberto Chen.